# Casnafar
Casnafar (Kasnafar) ist eine osttimoresische Aldeia. Sie liegt im Westen des Sucos Dare (Verwaltungsamt Vera Cruz, Gemeinde Dili). In der Aldeia Casnafar leben 117 Menschen (2015).

## Geographie

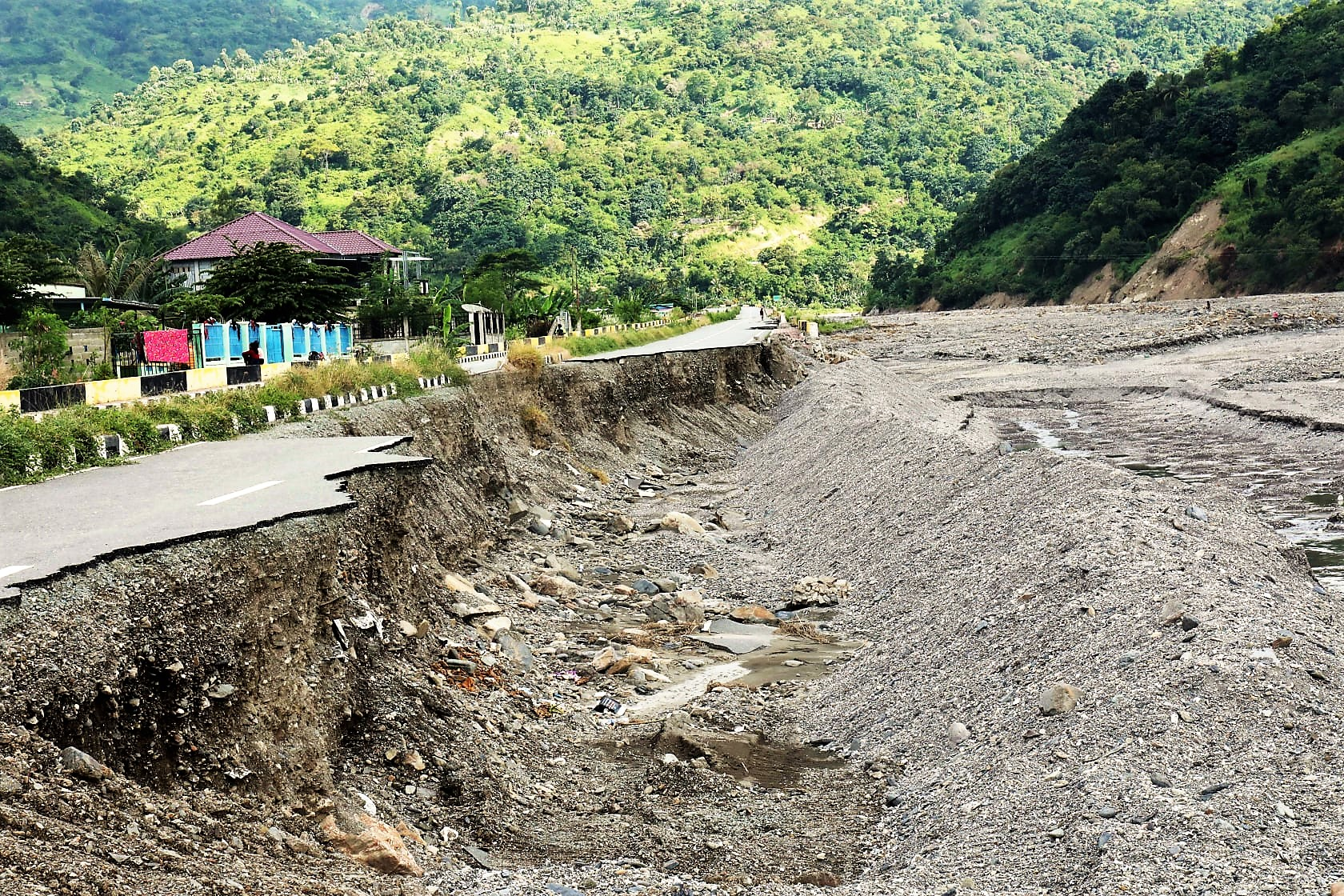
Die zerstörte Straße (Apr. 2021)

Die Aldeia Casnafar bildet den äußersten Westen des Sucos Dare. Östlich liegt die Aldeia Leilaus, nördlich der Suco Manleuana, südlich die Gemeinde Aileu und westlich des Rio Comoro, die Gemeinde Liquiçá.
Der Ort Casnafar liegt am Flusslauf des Rio Comoro, auf einer Höhe von 97 m über dem Meeresspiegel. Hier befinden sich der Sitz der Aldeia und eine Grundschule. Die Überschwemmungen vom 4. April 2021 zerstörten hier die Überlandstraße nach Aileu und bedeckten die Grundschule mit Schlammmassen.